# (31671) Masatoshi
(31671) Masatoshi (1999 JY7) – planetoida z pasa głównego asteroid okrążająca Słońce w ciągu 5,23 lat w średniej odległości 3,01 j.a. Odkryta 13 maja 1999 roku.